# 棘孢麴黴
棘孢麴黴（学名：Aspergillus aculeatus）为髮菌科麴菌屬下的一个种。

## 扩展阅读
- 維基物種上的相關：棘孢麴黴